# Céline Koloko Sohaing
Céline Koloko Sohaing, née le 30 juin 1966, est une directrice de société, hôtelière et la fille du milliardaire camerounais André Sohaing. Elle est directrice commerciale de l'hôtel Akwa Palace au Cameroun.

## Biographie

### Enfance, éducation et débuts
Céline naît le 30 juin 1966. Elle est la fille du milliardaire camerounais André Sohaing. Ce dernier est un entrepreneur camerounais qui fait fortune dans le commerce, l’immobilier et l’hôtellerie. En 1978, il rachète l'hôtel Akwa Palace, situé en plein cœur de la ville de Douala, au Cameroun. 

### Carrière
Après un BTS en tourisme obtenu en France, Céline découvre le monde de l’hôtellerie à partir de 1991 à Paris, par le biais de multiples expériences, notamment au sein de l’hôtel Pullman Windsor (devenu Sofitel aujourd’hui), l’hôtel Cazaudehore ou encore l’hôtel de Crillon, place de la Concorde. 
Par la suite, Céline décide de poursuivre sa carrière dans son pays, en rejoignant le groupe familial spécialisé dans l’immobilier, le négoce, le commerce général et l’hôtellerie. Elle intègre l'hôtel Akwa Palace en 1992. Elle est aujourd'hui directrice de société au sein de l'établissement, qui détient le leadership dans l’hôtellerie de luxe au Cameroun. En 2016, elle figure dans le classement Forbes des 30 plus grosses fortunes d’Afrique subsaharienne francophone ; elle y est présentée comme la « face visible » de la famille Sohaing.